# Fusión de Gestevisión Telecinco y Sogecuatro
El 18 de diciembre de 2009, las empresas de televisión españolas Gestevisión Telecinco y Sogecuatro llegaron a un acuerdo de fusión por el que la segunda (subsidiaria de Sogecable) se integraría en la primera a cambio de un 18,3% del capital de Mediaset España, nombre de la empresa resultante. Sin embargo, no fue hasta el 10 de noviembre de 2010 cuando la Comisión Nacional de la Competencia autorizó el proceso. No obstante, el 24 de diciembre de 2010 se reunió el Consejo de Administración de Gestevisión Telecinco y, el 28 del mismo mes, se constituyó la nueva sociedad fruto de la fusión. Finalmente, el 1 de enero de 2011 se hizo efectiva la integración, pero no fue hasta el día 10 cuando se puso toda la maquinaria en movimiento.

## Grupos en proceso de fusión

### Gestevisión Telecinco
Gestevisión Telecinco era una empresa de medios de comunicación que incluyó al grupo fusionado, además de Telecinco, sus canales temáticos digitales: La Siete, un canal minigeneralista donde se da cabida a contenidos Telecinco complementado por las informaciones sobre los reality shows del canal, así como los programas de producción propia; Factoría de Ficción, con una oferta de series de ficción nacional y extranjera, y Boing, orientado al público infantil y familiar. También hay que destacar Telecinco HD, la señal en alta definición de Telecinco.
Anteriormente, Gestevisión Telecinco contó con varios canales temáticos que no funcionaron y fueron sustituidos por los actuales. Estos canales son Telecinco Estrellas, Telecinco Sport, Cincoshop y Telecinco 2. Además, rescataron la marca Factoría de Ficción.

### Sogecuatro
Sogecuatro era una empresa de medios de comunicación, surgida del Grupo Prisa, que incluyó al grupo fusionado, además de Cuatro, sus canales temáticos digitales: CNN+, Canal+ 2 y Canal Club. Cuatro también aportó las cadenas de radio Cadena SER y Los 40 Principales.

## Historia de la fusión

### Acuerdos de unión
El 18 de diciembre de 2009, Mediaset, accionista mayoritario de Gestevisión Telecinco, y Prisa, dueña de la totalidad de Prisa TV, presentaron un acuerdo de fusión a la Comisión Nacional de Mercados y Valores (CNMV), por el que la licencia de televisión en abierto de Prisa TV pasaría a manos de Gestevisión Telecinco.

"Prisa y su filial Sogecable S.A.U han suscrito en el día de hoy un Acuerdo de Términos y Condiciones con Gestevisión Telecinco S.A. para la venta de un 22% de su negocio de televisión de pago, que se desarrolla a través de la plataforma Digital +, así como para la integración de sus negocios de televisión en abierto, Cuatro y Telecinco".

Tras el acuerdo de fusión, Cuatro (incluyendo sus canales de TDT) y su licencia de emisión se separaron de Prisa TV, surgiendo así Sogecuatro. Esta empresa fue adquirida en su totalidad por Gestevisión Telecinco. Junto con este acto, Prisa obtuvo acciones de nueva emisión de Mediaset España del 18% del capital social de esta empresa.
Previamente a este acuerdo, el 15 de abril de 2010 la editora Prisa emitió un informe a la CNMV en el que comunicaba la intención de Mediaset de entrar en el accionariado de Digital+, con el 22% de las acciones.

Telecinco prevé llevar a cabo una ampliación de capital dineraria de 500 millones de euros con derecho de suscripción preferente. Prisa recibirá, directamente o a través de cualquiera de sus filiales, acciones de nueva emisión de Telecinco que, tras la ampliación dineraria, equivaldrían al 18,3% del capital social, así como 491,128 millones de euros en efectivo.

### Condiciones impuestas por la Comisión Nacional de la Competencia
La Comisión Nacional de la Competencia impuso una serie de condiciones de obligatorio cumplimiento por parte de la sociedad resultante. En primer lugar, Gestevisión Telecinco se comprometió a romper sus acuerdos de gestión conjunta de publicidad de canales de Televisión Digital Terrestre en abierto de terceros, y a no firmar nuevos acuerdos de este tipo. En el caso de la publicidad de los canales de televisión de pago, la cadena se comprometió a mantener la situación preexistente, de gestión de la publicidad de los canales de televisión de pago de terceros mediante una empresa separada y con políticas comerciales diferenciadas.
Mientras, de cara a evitar que los vínculos estructurales de Gestevisión Telecinco con Prisa y Telefónica en Digital+ afectaran al mercado de publicidad televisiva, se comprometió a no comercializar conjuntamente publicidad con soportes publicitarios gestionados por las demás partes y a aplicar a sus socios condiciones de mercado si le contrataran publicidad.
En un segundo bloque de compromisos que, según la Comisión Nacional de la Competencia, servirían para limitar el refuerzo de Gestevisión Telecinco en el mercado de la televisión en abierto, la operadora se comprometió a no ampliar su oferta de canales de televisión en abierto mediante el arrendamiento de canales TDT de terceros operadores y a no bloquear las mejoras de calidad de los canales de televisión que pudieran querer lanzar sus competidores, Net TV y Gestora de Inversiones Audiovisuales La Sexta, con los que la entidad resultante compartía múltiples de Televisión Digital Terrestre hasta 2015. Adicionalmente, Gestevisión Telecinco asumió, bajo ciertas condiciones, mantener la política de cesión gratuita de sus canales de televisión en abierto a las plataformas de pago.
Respecto a la supuesta amenaza que podía suponer para la competencia el poder para negociar contenidos que tendría la nueva sociedad, Gestevisión Telecinco se comprometió a limitar la duración de sus contratos de adquisición exclusiva de contenidos a tres años, sin incluir derechos de adquisición preferente o prórroga. Asimismo, limitó a cinco años el periodo en el que podía explotar en exclusiva en televisión en abierto una determinada película. Igualmente, se comprometió a restringir su capacidad para excluir a las productoras de televisión nacionales como oferentes de programas a competidores de televisión en abierto y asumió límites absolutos a su capacidad de compra de los contenidos audiovisuales más atractivos, cines y series de estreno de grandes estudios por una parte, y los principales eventos deportivos por otra.
A juicio de Competencia, estos límites absolutos estaban ligados a la condición de accionista de control de Gestevisión Telecinco en Digital+ y servirían para evitar que la primera empresa utilizara su presencia simultánea en televisión de pago y televisión en abierto para acaparar contenidos audiovisuales de televisión en abierto. Estos compromisos tenían una duración inicial de los compromisos de tres años, prorrogable por otros dos si no se modificaran las circunstancias de mercado que hicieron necesarios los mismos.
Por otra parte, la CNC aceptó la entrada de Gestevisión Telecinco en Digital+ y la ampliación hasta el 22% de la participación de Telefónica en esta empresa, que también formaba parte de la operación diseñada por la cadena de Mediaset, Prisa y la empresa que dirigía Cesar Alierta.

### Aprobación de la fusión
Después del largo proceso, la fusión entre Gestevisión Telecinco y Sogecuatro y la entrada de la empresa resultante y de Telefónica en Canal+, concluyeron el 10 de noviembre de 2010 tras los continuos retrasos por parte de varios órganos del sistema español que no la veían con buenos ojos, como por ejemplo, la Comisión Nacional de la Competencia. Aun así, el 24 de diciembre de 2010 tuvo lugar un importante consejo de administración de Telecinco en Madrid y el día 28 se constituyó la nueva sociedad fruto de la fusión con Sogecuatro. Finalmente, el 1 de enero de 2011 se hizo efectiva la integración, pero no fue hasta el día 10 cuando se puso toda la maquinaria en movimiento.

### Consecuencias de la fusión
Meses después, en concreto el 23 de agosto de 2010, 40 latino cesó sus emisiones en TDT para ser sustituido por Canal+ 2. Sin embargo, el canal sufrió una profunda renovación de su programación, ya que siguió emitiendo para plataformas de pago como Canal+ y Movistar TV (actualmente fusionadas en Movistar+). Más tarde, con la nueva temporada, llegaron Boing, un canal derivado del contenedor de series y dibujos animados orientado hacia el público infantil y juvenil y Telecinco HD, la señal en alta definición de Telecinco.
Además, tras la compra de Sogecuatro por parte de Mediaset España y la entrada de esta en el accionariado de Canal+ en diciembre de 2009, en enero de 2011 se produjo una fusión de medios materiales y humanos entre Informativos Telecinco y Noticias Cuatro con sede en las instalaciones de Mediaset España en Fuencarral. Aun así, el 31 de diciembre de 2010, Prisa cerró el canal de noticias CNN+ a causa de la expiración del contrato y la renuncia por parte de Prisa de mantener el canal, ya que las perspectivas de negocio para los próximos meses no eran para nada positivas. El canal de noticias fue reemplazado el 31 de diciembre de 2010 por Gran Hermano, que conectaba las 24 horas del día con el desarrollo del concurso en directo. Cabe destacar que dicha señal era provisional, por lo que cerró el 1 de marzo de 2011 y nació Divinity, un canal dirigido especialmente al público femenino que reflejaría el espíritu riguroso y desenfadado del mundo de las celebrities, las tendencias y la crónica social.
El 19 de diciembre de 2011, Canal+ 2 cesó sus emisiones en Televisión Digital Terrestre debido al poco éxito de la TDT Premium y al discreto número de abonados con el que contaba la cadena de Prisa. El canal fue sustituido en TDT por Energy, el canal masculino en abierto de Mediaset España, aunque Canal+ 2 siguió emitiendo a través de las plataformas de pago hasta su cese en 2015. Además, las cadenas de radio Cadena SER y Los 40 Principales desaparecieron de la Televisión Digital Terrestre. Por su parte, el 26 de abril de 2012 apareció Cuatro HD, la señal en alta definición de Cuatro.
Finalmente, el grupo de comunicación recuperó el 31 de diciembre de 2012 el proyecto LaNueve bajo la marca Nueve, un canal temático dirigido especialmente al público femenino convencional. Este canal emitiría una programación diaria compuesta especialmente por miniseries, telenovelas, series, programas de televisión de actualidad, talent shows, espacios divulgativos y la emisión en directo durante varias horas de la casa de Gran Hermano, además de la emisión de cine.
En su primer mes como cadenas hermanas, Telecinco y Cuatro experimentaron un notable descenso de audiencia, solucionándose en el mes de febrero.

### Controversias de la fusión
En febrero de 2011, la Asociación Española de Anunciantes abrió un periodo de vigilancia de tres meses sobre las condiciones de ejecución de la integración de Gestevisión Telecinco y Sogecuatro, para descartar que el nuevo conglomerado audiovisual operara en el mercado publicitario con abuso de posición de dominio.
Por otro lado, la directora general de Telemadrid, Isabel Linares, anunció en su última comparecencia en la asamblea regional que la Federación de Organismos de Radio y Televisión Autonómicos estaba estudiando si la alianza Gestevisión Telecinco-Sogecuatro se estaba haciendo realidad mediante un abuso de su posición de dominio en el trato que estaban teniendo con anunciantes. Según Linares, estaban exigiendo a los anunciantes una serie de prácticas que podían ser abusivas de esa posición de dominio.

### Primeros intercambios de contenidos
Tras culminar la fusión, Concha García Campoy pasó a estar al frente del matinal de Informativos Telecinco, hasta entonces presentado por Hilario Pino, que pasó a presentar la edición del mediodía de Noticias Cuatro. Por otro lado, la periodista Marta Fernández también cambió los informativos de Telecinco por Cuatro, donde pasó a conducir Las mañanas de Cuatro. Además, Tania Llasera dio el salto para sustituir a Paula Vázquez en Fama, ¡a bailar!.
En lo que respecta a los programas, Telecinco emitió una nueva edición de Operación Triunfo, que presentó Pilar Rubio en lugar de Jesús Vázquez, que se instaló en Cuatro para rescatar Allá tú. En cuanto a la ficción, Telecinco estrenó en el primer cuatrimestre del año la serie Ángel o demonio, que inicialmente iba a emitir su cadena hermana. Esta, por su parte, además de incluir cine de estreno, incorporó dos nuevas series de ficción: Mentes criminales y NCIS: Los Ángeles.

### Sanción por parte de la Comisión Nacional de la Competencia
La Comisión Nacional de la Competencia abrió, en junio de 2012, un expediente sancionador contra Mediaset España por incumplir algunos de los compromisos que el grupo había adquirido cuando se autorizó, con condiciones, la fusión entre Gestevisión Telecinco y Sogecuatro en octubre de 2010. Según informó el regulador, que advirtió de que la incoación de expediente, este no prejuzgaba el resultado final de la investigación. Concretamente, en una resolución dictada por el Consejo de la Comisión Nacional de la Competencia esa misma semana, el supervisor señaló que Mediaset había desarrollado una estrategia de vinculación de facto de la venta de publicidad de sus canales, que se habría visto reforzada por la introducción de un modelo de comercialización de la publicidad, lo que se había comprometido a no hacer.
Asimismo, la Comisión Nacional de la Competencia señaló que el grupo había incumplido la obligación de separación funcional entre Publiespaña y Publimedia, como resultado de la presencia de las mismas personas en los órganos de administración de ambas, e incluyó cláusulas prohibidas en determinados contratos para la adquisición de contenidos audiovisuales, incumpliendo otros compromisos adquiridos. También en relación con los contenidos, el Consejo de la Comisión Nacional de la Competencia señaló que el grupo de comunicación había retrasado injustificadamente la renuncia a los derechos de adquisición preferente de contenidos audiovisuales, así como había retrasado el otorgamiento de los derechos de opción para el ajuste de la duración de los contratos vigentes.
Tras la incoación del expediente sancionador, se abrió un período máximo de seis meses para la instrucción del expediente y para su resolución por la CNC. Mediaset España se defendió reafirmando que no había incumplido los compromisos adquiridos con la Comisión Nacional de la Competencia y que, por tanto, no se había producido ningún efecto pernicioso para el mercado.
Finalmente, el 23 de enero de 2013, la Audiencia Nacional ratificó la resolución de la CNC. El recurso de Telecinco fue desestimado. Por tanto, Mediaset España fue obligada a hacer frente a esta sanción millonaria ya que contra la sentencia de la Audiencia Nacional no cabe recurso de casación. En febrero de 2013 se hizo público que la cantidad impuesta fue de 15.600.000 euros. Seguidamente, Mediaset España comunicó que consideraba «totalmente extravagante, desproporcionada e injustificada» la sanción, además de asegurar haber cumplido escrupulosamente todos los compromisos con la CNC, tanto en materia publicitaria como de adquisición de contenidos.

### Accionistas y personas clave
El presidente de la sociedad resultante (que mantuvo las marcas y líneas editoriales de ambas cadenas) sería Alejandro Echevarría, con cuatro consejeros delegados que son Paolo Vasile, Giuseppe Tringali, Juan Luis Cebrián y Manuel Polanco.
Por otro lado, Gestevisión Telecinco adquirió mediante canje de acciones el capital social íntegro de una sociedad de nueva creación que incluía la rama de actividad de Cuatro, y asimismo adquió una participación del 22% en Digital+. El Grupo Prisa, por su parte, recibió acciones de nueva emisión de Gestevisión Telecinco que, tras una ampliación de capital, equivalieron aproximadamente al 18,3% del capital social de dicho grupo audiovisual y hasta 500 millones de euros en efectivo.

### Canales del grupo y distribución de la publicidad
El acuerdo de fusión convirtió a Mediaset España en una de las mayores operadoras de televisión de España por cuota de audiencia. El grupo controlaba un total de ocho canales en TDT, siendo Telecinco, Cuatro, LaSiete, Factoría de Ficción, Boing, Divinity, Energy, Nueve, Telecinco HD y Cuatro HD. Sin embargo, el 6 de mayo de 2014, La Siete y Nueve cesaron sus emisiones en abierto como consecuencia de una sentencia del Tribunal Supremo de Justicia, que anuló las concesiones de emisión TDT para nueve canales por haber sido otorgadas sin el preceptivo concurso público que rige la Ley del Audiovisual. También, Mediaset España cuenta con Mitele (desde 2025, Mediaset Infinity), una plataforma de televisión en línea.
Respecto a la publicidad, es Publiespaña la agencia encargada de cubrir todo el grupo. Esta se encarga de dividir los anuncios comerciales en paquetes distintos de publicidad simultánea. La pauta nació el 1 de agosto de 2011 bajo la marca NoSoloFDF y agrupaba a LaSiete, Factoría de Ficción y Divinity, ya que Telecinco, Cuatro y Boing mantenían su publicidad independiente. Sin embargo, el 1 de febrero de 2012 se implantó una nueva pauta publicitaria debida al nacimiento de Energy un mes antes.
Por un lado, LaSiete y Factoría de Ficción formaban un bloque llamado Módulo Telecinco en el que marcaba la pauta el canal de series. A este bloque se unió Nueve el 1 de febrero de 2013, once días después de que comenzaran sus emisiones oficiales y un mes después de que comenzaran sus emisiones en pruebas. Este bloque fue modificado el 6 de mayo de 2014, tras el cese de emisiones de La Siete y Nueve, donde se mantuvieron independientes las pautas publicitarias de Telecinco y Factoría de Ficción. Por otro lado, el bloque denominado Grupo Cuatro lo forman Cuatro, Divinity y Energy (siendo Cuatro quien marca la pauta). Finalmente, Boing mantiene una pauta publicitaria independiente. No obstante, existe un último paquete adicional denominado Venta Monocadena que permite anunciarse en cualquiera de los canales del grupo mediante cortes cualitativos y soluciones especiales, orientados a anunciar un producto en un espacio concreto y solo en uno de los canales del grupo.

### Televisión
En televisión, Mediaset España agrupa para la emisión dentro de territorio español dos canales generalistas y otros cinco temáticos. Todas las cadenas se pueden ver a través de TDT, plataformas de satélite o cable. Los canales son:
| Logotipo | Descripción |
| -------- | --- |
|          | Telecinco: Es el primer canal generalista del grupo dedicado a todos los públicos donde emite una programación compuesta por espacios propios así como programas de entretenimiento y reality shows, concursos, series nacionales e internacionales, informativos y cine, entre otros. Ofrece un contenido alternativo a diferentes televisiones generalistas. |
|          | Cuatro: Es el segundo canal generalista del grupo dedicado a un público juvenil y masculino que contiene principalmente series americanas y programas de producción propia, así como magazines y programas de actualidad, informativos y deportes, además de su emisión de cine exclusivo. Fue un canal fundado por el Grupo PRISA.                            |
|          | Factoría de Ficción: Es un canal temático dedicado a la ficción (series y cine) y al entretenimiento juvenil, el cual se centra principalmente en el género de la comedia, y mezcla series de producción internacional con series de producción nacional de grandes éxitos.                                                                                    |
|          | Boing: Es un canal temático infantil/juvenil que emite series, dibujos animados y películas durante todo el día. Cuenta además con programas de producción propia, así como concursos infantiles y familiares. |
|          | Divinity: Es un canal temático dirigido especialmente al público femenino, el cual dedica gran parte de su programación a las series de ficción, a los factuals y al cine. |
|          | Energy: Es un canal temático dirigido especialmente a un público masculino, joven y urbano, el cual dedica gran parte de su programación a las series de ficción y al cine. |
|          | Be Mad: Es un canal temático que dedica gran parte de su programación al cine. |